# Flugplatz Reinsdorf

i7
i11
i13
Der Flugplatz Reinsdorf (ICAO-Code: EDOD) ist ein deutscher Sonderlandeplatz in Brandenburg rund 1 km südwestlich von Reinsdorf (Gemeinde Niederer Fläming) und 13 km südöstlich von Jüterbog.
Der Flugplatz verfügt über eine Gras-Start- und Landebahn mit einer Länge von 1280 m. Der Flugplatz wird von hauptsächlich von Segelflugzeugen, Motorflugzeugen, Ultraleichtflugzeugen und Motorseglern genutzt, gelegentlich auch von Ballonen, Hubschraubern und Fallschirmspringern.
Der Flugplatz Reinsdorf befindet sich im Luftraum G, darüber folgt die Standard-Luftraumstruktur (Luftraum E ab 2500 ft über Grund, Luftraum C ab FL100). Zwei Kunstflugboxen sind nördlich und südlich des Platzes für Segelflug und Motorflug eingerichtet.

## Segelflug

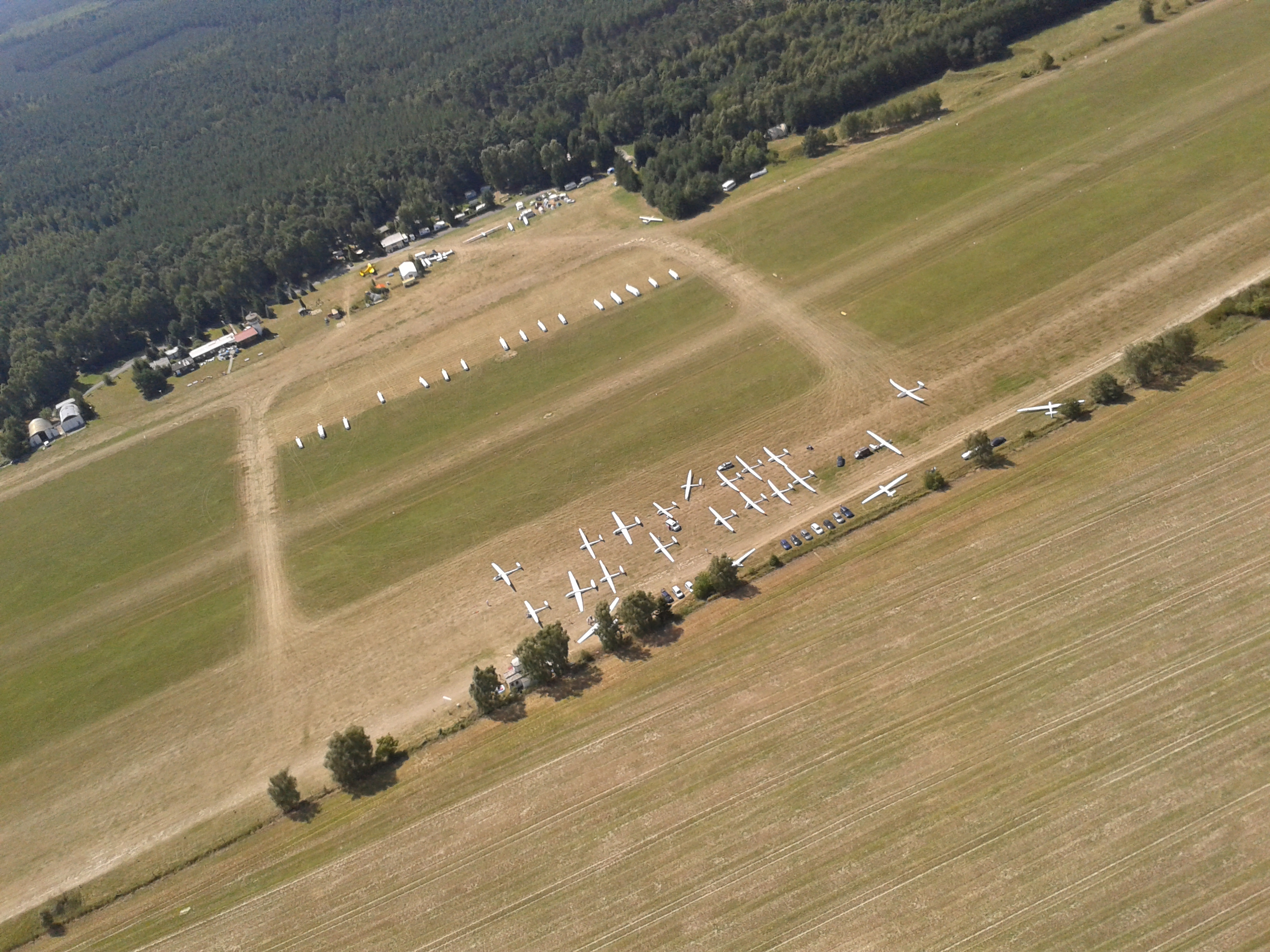
Blick vom Segelflugstart bei der Streckenflugmeisterschaft im August 2015

Für den Segelflug steht im nördlichen Teil eine Windenstartschleppstrecke von 2,6 km Länge zur Verfügung, wodurch Höhenwindenstarts bis über 1000 m Höhe durchgeführt werden können, eine Besonderheit von nur drei Flugplätzen in ganz Deutschland (Reinsdorf, Landsberg am Lech und Rothenburg). Segelflugzeuge werden beim Regelbetrieb von der Platzmitte gestartet, sodass die Startstelle unabhängig von der Windrichtung ist und die landenden Segelflugzeuge direkt zum Start rollen können.

## Geschichte
Der Flugplatz wurde seit 1935 von der Luftwaffe als Feldflugplatz von verschiedenen Ausbildungseinheiten, etwa der Luftkriegsschule Berlin-Gatow oder der Flugzeugführerschule A/B 119 in Jüterbog-Damm, genutzt. Ab 1943 erfolgte die Auffrischung von Teilen verschiedener Jagdgeschwader, etwa der I./JG 76, die Mitte Oktober 1944 nach Reinsdorf verlegte und, im Oktober in IV./JG 300 umbenannt, bis zum März 1945 hier stationiert war. Nach dem Rückzug der letzten deutschen Einheiten wurde der Platz am 23. April von sowjetischen Truppen der 1. Ukrainischen Front eingenommen und noch in den letzten Kriegstagen von verschiedenen Jagd- und Schlachtfliegereinheiten der 2. Luftarmee als Einsatzhafen genutzt.
Nach Kriegsende wurde Reinsdorf von Einheiten der 16. Luftarmee der sowjetischen Luftstreitkräfte genutzt, zunächst in den 1950er Jahren in kurzen Zeitspannen von mit IL-10 ausgerüsteten Schlachtfliegereinheiten aus Brandis und Altes Lager. Ab 1957 erfolgte eine Erweiterung, um das Areal als Reserveflugplatz der Kategorie Vorbereiteter Naturflugplatz nutzen zu können, weshalb auch 1960 einige Tank- und Munitionslager errichtet und die Startbahn zeitweise mit PSP-Belag befestigt wurde. Reinsdorf wurde anschließend als Flugplatz Werbig bezeichnet und erhielt den Rufnamen BUTON (russisch Бутон, Knospe) Zur Zeit des Mauerbaus wurde im Sommer 1961 auf dem Flugplatz ein mobiles Feldlazarett errichtet. Von 1963 bis in die Mitte der 1970er Jahre fanden in Werbig kurzzeitige Stationierungen von mit MiG-21 ausgerüsteten Jagdfliegerregimentern statt, anschließend wurde er in steigendem Maße von Hubschraubern der Armeefliegerkräfte der GSSD genutzt.
Nach dem Abzug der sowjetischen Truppen wurde Reinsdorf 1993 zum zivilen Sonderlandeplatz erklärt. 2004 wurde er im Rahmen einer deutsch-polnischen Militärübung auch von zweimotorigen Transportflugzeugen der Typen Transall und An-26 angeflogen.
Im südlich angrenzenden Wald finden sich Spuren der militärischen Geschichte in Form der Überreste von Splitterboxen.